# Ліпниця-Велика (Новотарзький повіт)
Ліпниця-Велика (пол. Lipnica Wielka) — село в Польщі, у гміні Ліпниця-Велька Новотарзького повіту Малопольського воєводства.
Населення — 5244 особи (2011).
У 1975-1998 роках село належало до Новосондецького воєводства.

## Демографія
Демографічна структура станом на 31 березня 2011 року:
|          | Загалом | Допрацездатний вік | Працездатний вік | Постпрацездатний вік |
| -------- | ------- | ------------------ | ---------------- | -------------------- |
| Чоловіки | 2602    | 704                | 1691             | 207                  |
| Жінки    | 2642    | 705                | 1515             | 422                  |
| Разом    | 5244    | 1409               | 3206             | 629                  |